# Ash Can School

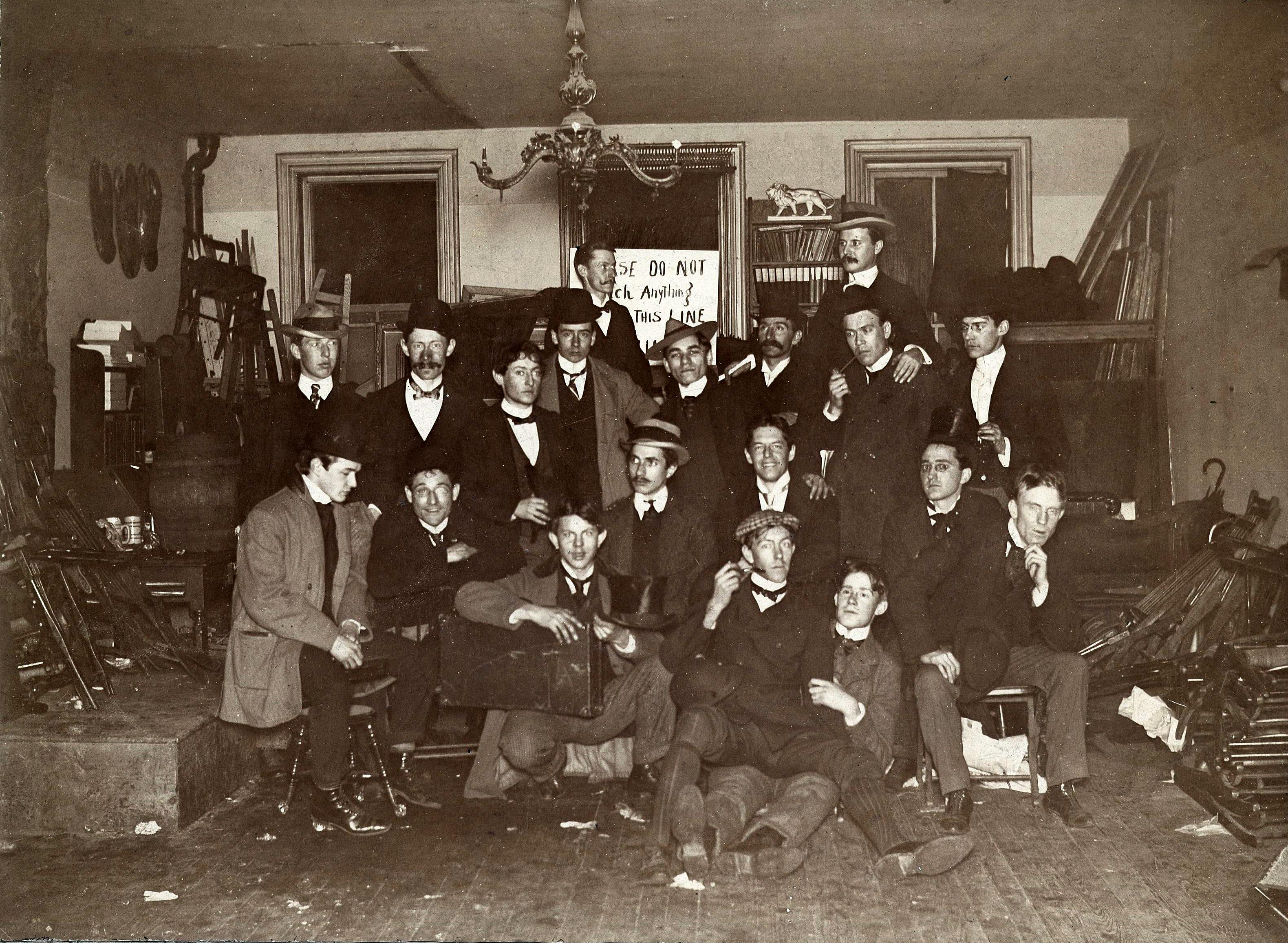
John French Sloan photographié parmi un groupe de ses amis dans son atelier de Philadelphie.

L’Ash Can School (ou Ashcan School), littéralement « école de la poubelle », est un style de peinture américaine apparu au début du XXe siècle, s'inscrivant dans ce que les critiques d'art appellent le « réalisme américain ». Ce style se caractérise principalement par des représentations de scènes urbaines, inspirées de la vie quotidienne dans les grandes métropoles américaines, entre autres.

## Définition et développement
L'« Ash Can School » n'est pas un mouvement artistique et ne donna lieu à aucun manifeste. Elle doit sa cohérence à la forte personnalité du peintre Robert Henri qui rencontra, alors qu'il était élève à la Pennsylvania Academy of the Fine Arts, puis assistant à la Philadelphia School of Design for Women, des artistes comme William James Glackens, George Luks, Everett Shinn et John French Sloan avec lesquels il entre en amitié. En définitive, l'« Ash Can School » regroupe originellement et informellement cinq artistes  qui s'appelaient entre eux, vers 1898, les « Philadelphia Five » (Cinq de Philadelphie), et qui reçurent l'enseignement de Thomas Pollock Anshutz.
Ils admiraient des écrivains et poètes comme Walt Whitman, Stephen Crane, Theodore Dreiser, et Frank Norris, qui portent un regard réaliste sur les déshérités du « Gilded Age » et les laissés pour compte de l'« ère progressiste ».
La toile Backyard (1887) peinte par Jerome Myers est considérée comme la première illustration de ce style ; ce peintre exposa une première fois en 1903 avec Robert Henri et John French Sloan, et fut ainsi reconsidéré comme tel.
En 1902, Henri est engagé à la New York School of Art et forme entre autres Edward Hopper, Rockwell Kent, George Wesley Bellows, Norman Raeben et Stuart Davis. On trouve aussi le photographe Jacob Riis.
L'appellation « Ash Can Art » n'apparaît qu'à partir du moment où le dessinateur et critique Art Young (1866-1943) l'utilise pour la première fois en 1916.

## The Eight
La Ash Can School est souvent confondue avec The Eight (Les Huit), groupe lui aussi très informel :
1. Robert Henri
2. Arthur Bowen Davies
3. Maurice Prendergast
4. Ernest Lawson
5. William Glackens
6. Everett Shinn
7. John French Sloan
8. George Luks

Ces artistes ont exposé pour la première fois ensemble en 1908 aux Macbeth Galleries de New York, ils se donnèrent pour l'occasion cette appellation, The Eight, mais on se rappelle toujours d'eux en tant que groupe bien que leur travail était très divers en termes de modèle et thèmes. 
Henri, Davies, Sloan, entre autres, se retrouvèrent à travailler pour le magazine socialiste The Masses dès 1911.